# Regenwassersammler

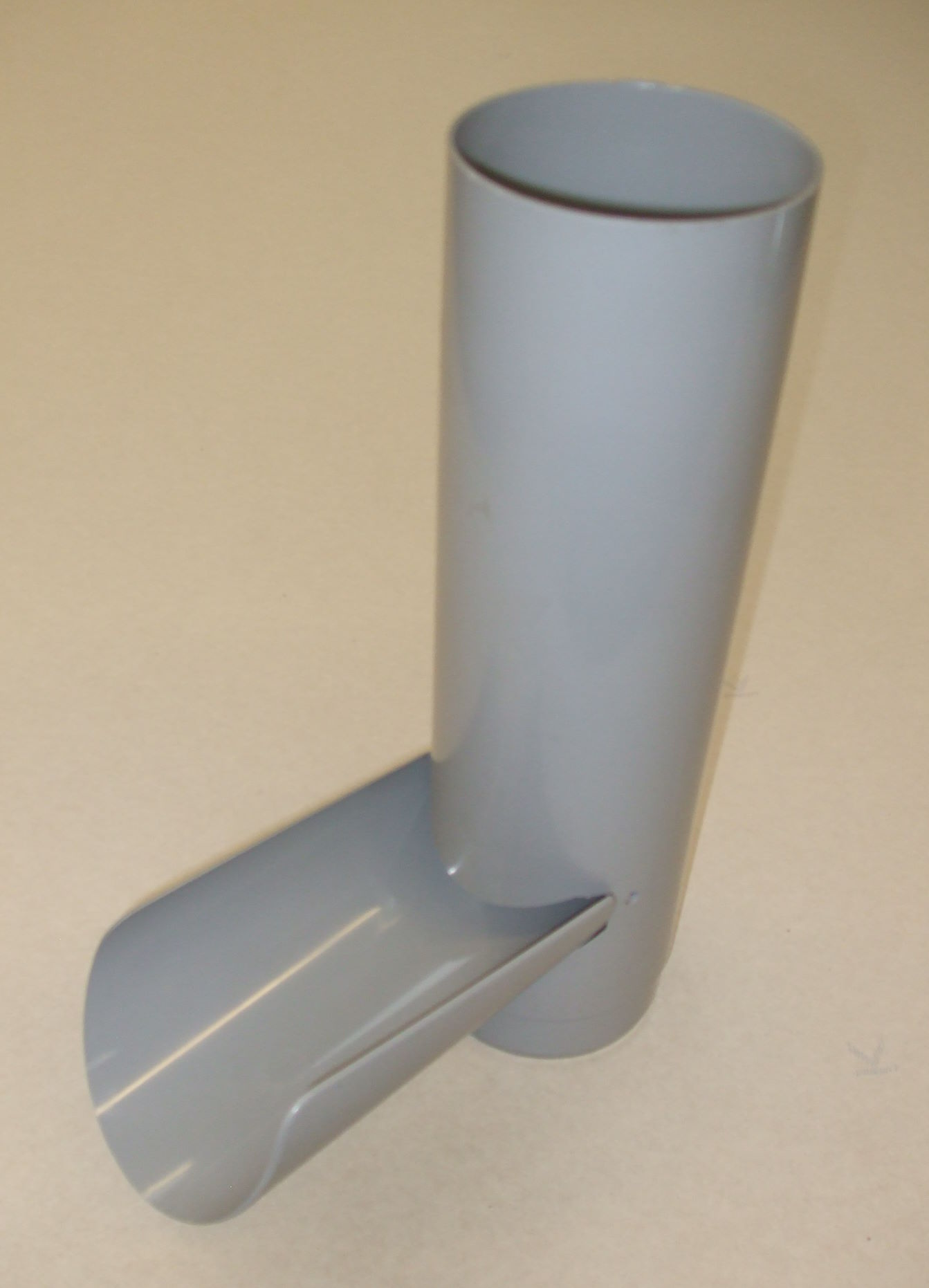
Geöffnete Regenwasserklappe (Kunststoff)

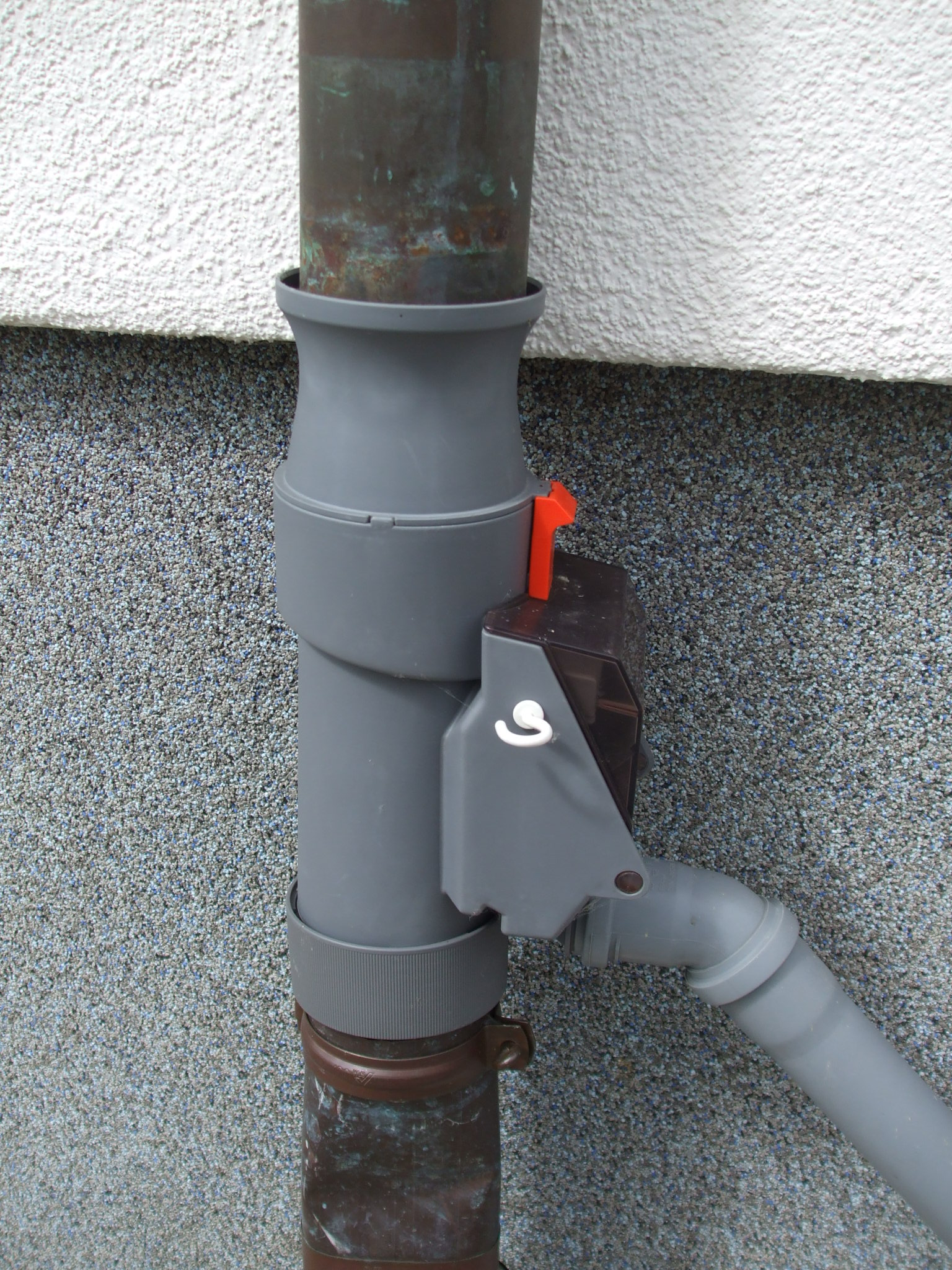
Regenwassersammler

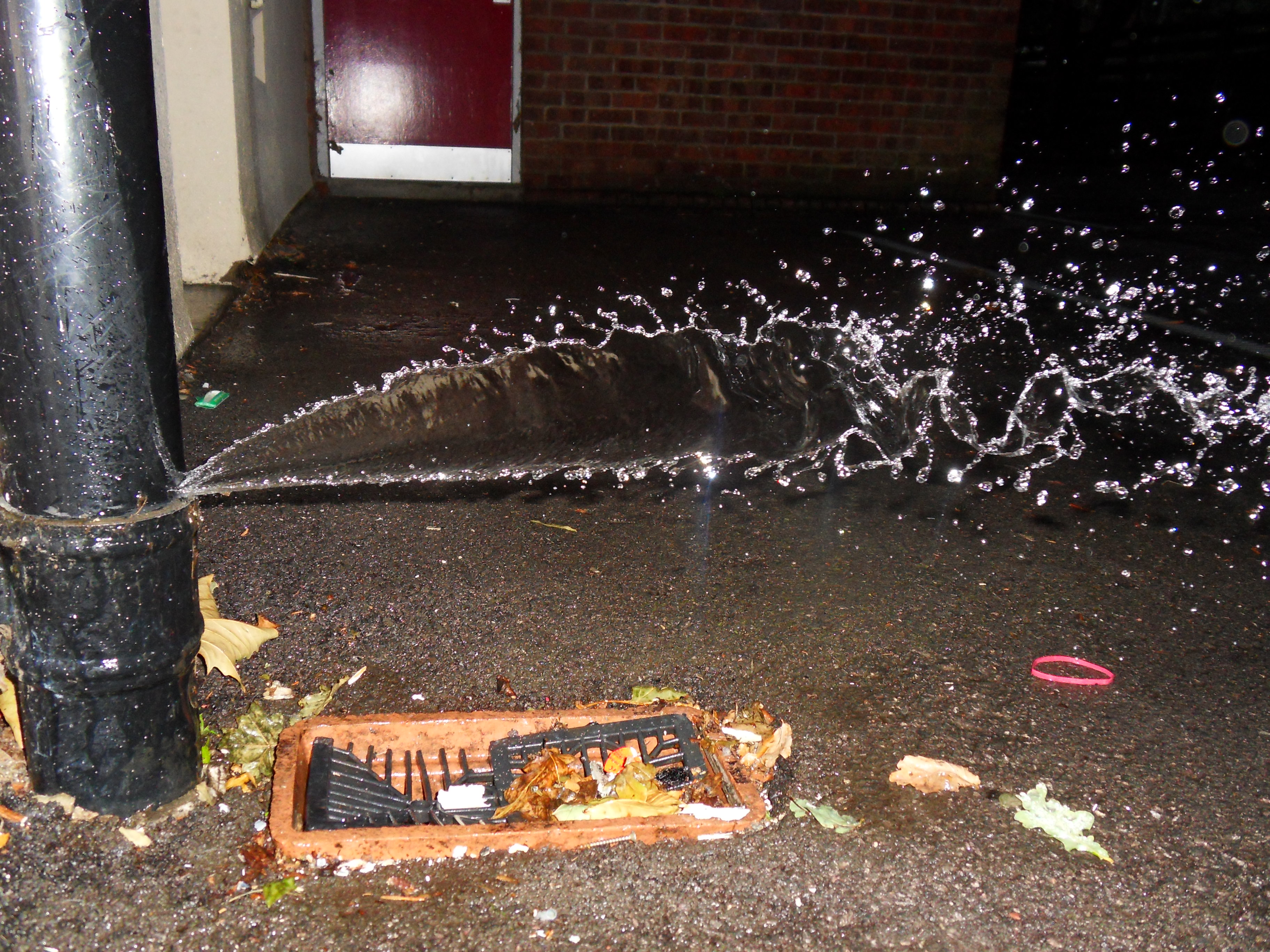
Wasseraustritt durch Rückstau

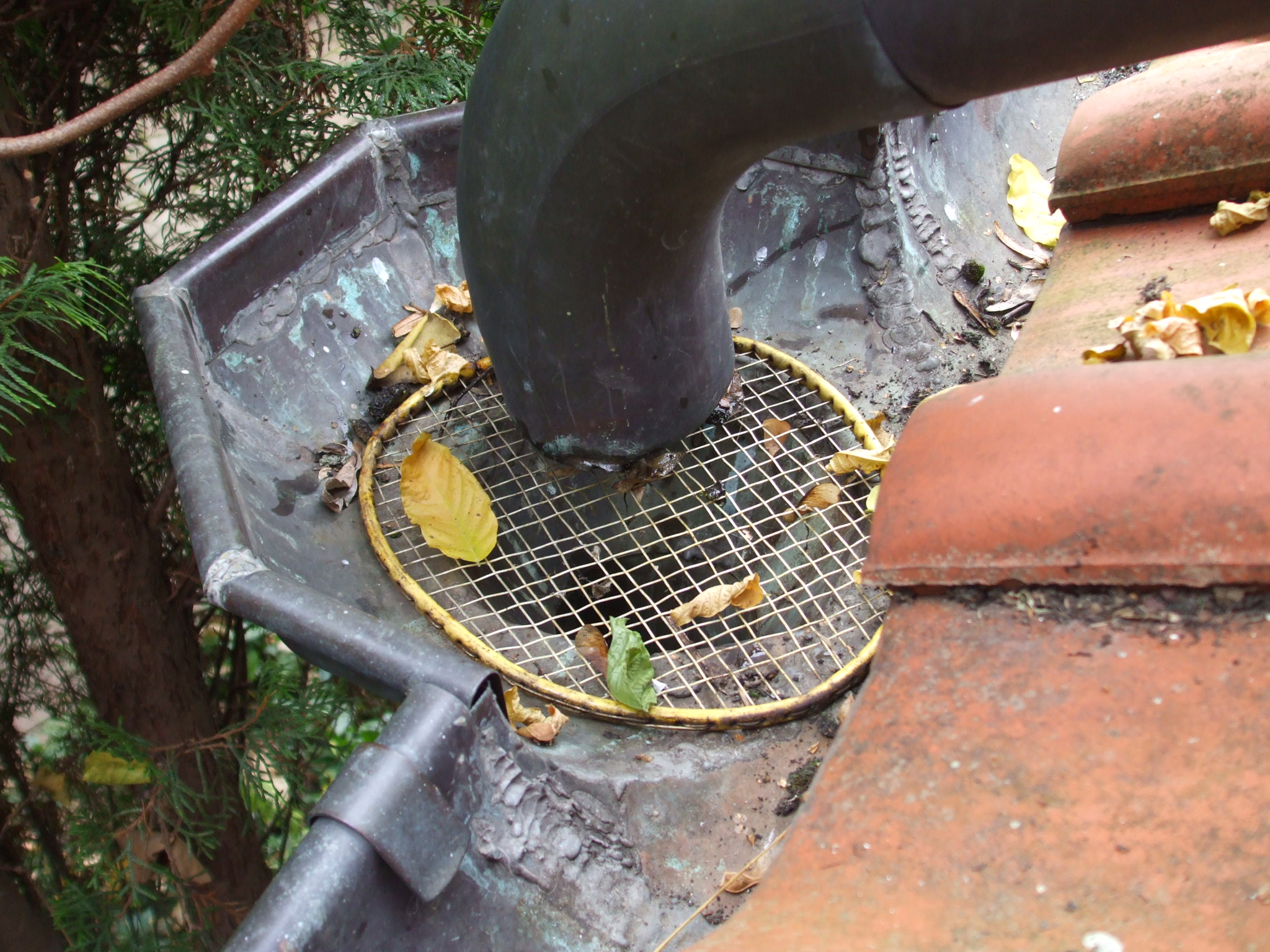
Grobschmutz wird schon vor dem Einlauftrichter abgefangen

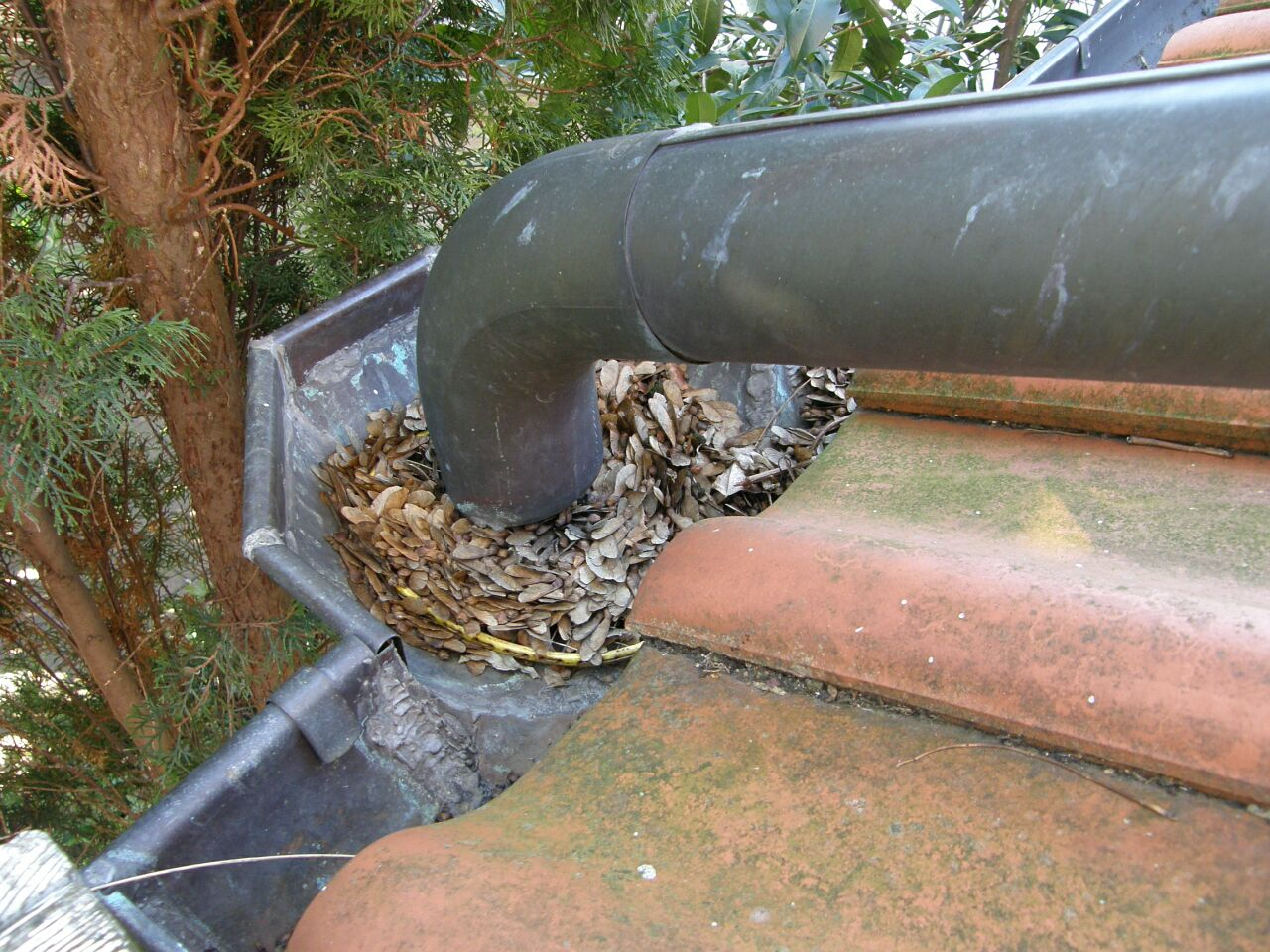
Mit Ahornsamen verstopfter Einlauftrichter

Ein Regenwassersammler ist ein in das Regenfallrohr eingesetztes Element, welches zur Ableitung von Regenwasser in Zisternen oder Regentonnen sowie oft auch zur gleichzeitigen Filterung dient. Regenwassersammler sind Bindeglieder zwischen der Dachentwässerung und der Wasserspeicherung in Anlagen zur Regenwassernutzung.

## Form und Funktion
Die Sammler unterscheiden sich in Form und Funktion deutlich voneinander und werden meist aus Metall oder Kunststoff gefertigt.
Die einfachste Bauart ist die Regenwasserklappe. Ein längliches „Blech“, dessen Querschnitt dem Radius des Fallrohres angepasst wurde, wird im Fallrohr nach außen klappbar montiert. Im geschlossenen Zustand läuft das Regenwasser ungehindert an der Innenseite der Klappe vorbei. Beim Aufklappen fährt der untere Teil der Klappe in das Fallrohr hinein und leitet das Regenwasser aus dem Fallrohr heraus; z. B. in eine aufgestellte Regentonne.

## Varianten
Neuere Regenwassersammler, auch als Regenwasserweichen bezeichnet, besitzen Laubabscheider, Siebe oder Filter und werden in das Fallrohr eingesetzt. Je nach Bauart werden herausgefilterte Schmutzteile bis zur Entnahme gesammelt, nach außen abgeleitet oder über das darunter befindliche Standrohr in die Kanalisation gespült.

### Fallrohrsieb
Ein Fallrohrsieb ist ein meist aus Metallgewebe hergestelltes Filter im Fallrohr. Es hält Laub, Moos und anderen Unrat oder Fremdkörper mechanisch zurück. Es wird eingesetzt, um die danach liegenden Rohrleitungen vor Verstopfung zu schützen oder um das Wasser vor einer Regenwassernutzung (z. B. für Toilettenspülung) zu reinigen.
Für die regelmäßig notwendige Reinigung sollte das Fallrohrsieb gut zugänglich sein. Zur Wartung bzw. zur Entnahme des Unrats ist in der Regel eine einfach zu öffnende Klappe am Fallrohrsieb angebracht. Ohne Wartung besteht die Gefahr, dass das Fallrohr verstopft und das Wasser oberhalb des Fallrohrsiebes, im Extremfall sogar bis hoch über die Regenrinne austritt. Auch bei einer stark verunreinigten Dacheindeckung ist ein Fallrohrsieb nicht angebracht, da sich selbst ein gereinigtes Fallrohrsieb bereits bei einem stärkeren Regen verstopfen und beim selben Regenereignis zu einem Rückstau führen kann.

### Fallrohrfilter
Fallrohrfilter dienen einer ersten groben Reinigung des Regenwassers und trennen im Gegensatz zu Fallrohrsieben, bei denen Laub und Ähnliches lediglich in einem regelmäßig zu reinigenden Sieb zurückgehalten werden, das Wasser in zwei Fraktionen. Eine Fraktion enthält viel Laub und Ähnliches, relativ wenig Wasser und wird in die Kanalisation abgeführt. Die zweite Fraktion ist relativ sauberes Wasser das zur weiteren Nutzung umgeleitet und in der Regel gespeichert wird. Da Fallrohrfilter den Unrat in die Kanalisation ableiten, sind sie gegenüber Fallrohrsieben wartungsarm.

### Technik
Obwohl der Begriff Fallrohr suggeriert, dass das Wasser dort im freien Fall abfließt, läuft es tatsächlich an der Innenwand des Rohres entlang. Laub, Moos und anderer Unrat hingegen fallen im Inneren des Rohrlumen. Diesen Effekt machen sich Fallrohrfilter zunutze, indem sie das Wasser von der Innenwand des Rohrs ableiten und seitlich abführen.

## Weitere Ausführungen
An den Fallrohrfilter kann auch ein weiterer Vorfilter nachgeschaltet oder mit ihm kombiniert werden. Je nach Bauart werden diese verschiedenen Filter als Inline-, Konus-, Patronen-, Rohr-, Rückspül-, Sinus-, Spalt-, Volumen-, Wirbelfein-, Zentral- oder Zentrifugenfilter bezeichnet.

## Alternativen
Bereits vor dem Einlauf in den Einlauftrichter bzw. Fallrohr können Blätter und andere Fremdkörper durch auf der Regenrinne befestigte Regenrinnenschutzgitter abgehalten werden.
Durch einen Schwimmer kann eine automatisierte Befüllung von Zisternen oder Regentonnen angesteuert werden, ohne eine Überschwemmung zu verursachen, wie es bei manuell betätigten Klappen vorkommt.